# 伊麗莎白公主地
伊麗莎白公主地位於東南極洲，西面是麥克羅伯特森地，全境位於澳洲宣稱的南極領地內，但受南極條約約束而未獲國際普遍承認。該地區在1931年2月9日由英國、澳大利亞和新西蘭的探險隊發現，並以當時澳洲國王喬治五世的孫女伊莉莎白公主，即後來的伊莉莎白二世女王的名字命名。西半部為英格里德克里斯滕森海岸，東半部為利奧波德及阿斯特里德海岸。

## 外部連結
- Most features of Antarctica listed in one single file, provided by the USGS

伊麗莎白公主地在澳大利亞南極領地的位置

(Princess Elizabeth Land is not listed there)
- Australian Antarctic Gazetteer

80°00′S 78°00′E / 80.000°S 78.000°E